# Mạc Cán Sinh
Mạc Lý Hiền [?]（tiếng Anh: Mok Kon-sang，1882-1958), huân chương MBE, JP, tên tự là Cán Sinh, hiệu Ứng Lâm là thương nhân tại Hồng Kông thuộc Anh, nhân viên mãi biện tại Thái Cổ Dương Hàng (tiền thân của Tập đoàn Swire) từ 1917 đến 1931.
Mạc Cán Sinh xuất thân từ gia tộc Mạc Sĩ Dương, có ông nội là Mạc Sĩ Dương và cha là Mạc Tảo Tuyền trải qua ba thế hệ đã đảm nhiệm chức mãi biện (phụ trách mua hàng tại Thái Cổ Dương Hàng kéo dài 61 năm.
Trong thời gian làm tại đây, Mạc Cán Sinh đã góp phần giúp Thái Cổ Dương Hàng mở rộng kinh doanh, biến nó trở thành một trong những công ty tốt nhất do Anh tài trợ ở Hồng Kông trong những năm 1920. Tuy nhiên, ông cũng đầu cơ thông qua việc buôn đường của Thái Cổ, mua đường khi giá thấp, sau đó chờ giá rồi bán, tạo ra lợi nhuận khổng lồ từ 6 triệu đến 7 triệu đô la Hồng Kông. Việc thu lợi nhuận từ buôn mặt hàng đường đã không qua mắt của các cổ đông lớn của gia đình John Swire. Cuối cùng đã buộc phải bồi thường 250.000 đô la Hồng Kông để hoà giải vào năm 1929. Đến năm 1931, ông buộc phải từ bỏ vị trí mãi biện，đánh dấu sự biến mất dần dần của người nhà họ Mạc tại Thái Cổ Dương Hàng.
Ông được bổ nhiệm làm tổng quản lý của bệnh viện TungHua và cục Bảo Lương, đặc biệt quan tâm đến sự phát triển của giáo dục, bên cạnh việc là giám hiệu trọn đời của Đại học Hồng Kông, cũng là một trong những người sáng lập của Đại học Nhân Sinh thuộc bán đảo Cửu Long và đã hào phóng quyên góp cho trường St. Paul's College, St. Stephen's College và trường cũ của ông là Queen's College.
Mạc Cán Sinh là chủ nhân của khu biệt thự sang trọng tại 41 đường Conduit, khu Mid-level, biệt thự sau đó được sử dụng làm Hội ký giả ngoại quốc Hồng Kông. Đây cũng là một trong những địa điểm quay của bộ phim Hollywood "Life and Death" vào thập niên 1950. Khu phức hợp đã bị phá hủy và xây dựng lại thành Hoa viên Liên bang (聯邦花園) vào cuối những năm 1960.
Những thành viên trong gia đình Mạc Cán Sinh có thế mạnh riêng. Hai em trai Mạc Ứng Yến (莫應溎) và Mạc Ứng Cơ lần lượt hành nghề luật sư cao cấp và môi giới chứng khoán. Mạc Ứng Yến sau đó ủng hộ Đảng Cộng sản và chuyển đến định cư ở Trung Quốc đại lục. Một trong những người cháu là Mạc Hoa Chiêu, nhà sưu tầm di tích văn hóa và kế toán viên công chứng；chắt ngoại Lục Cung Huệ làm tại Cục Lập pháp, Thành viên của Hội đồng Lập pháp và Phó Cục trưởng Cục Môi trường；Cháu gọi bằng bác là Mạc Hoa Luân là ca sĩ quốc tế hát giọng nam cao.

## Tiểu sử

### Bối cảnh gia đình
Tổ tiên nhà họ Mạc ở thôn Hội Đồng, Châu Hải, tỉnh Quảng Đông, Trung Quốc. Ông sinh ngày 26 tháng 6 năm 1882 tại Hồng Kông nhưng cũng có ý kiến cho rằng tổ tiên đã định cư ở Quảng Đông từ Hà Nam. Cha và ông có mối quan hệ chặt chẽ với hãng buôn Thái Cổ Dương Hàng thuộc sở hữu của người Anh.
Ông nội là Mạc Sĩ Dương (莫仕揚, 1820-1879), nguyên danh là Duy Tuấn, tên hiệu là Ngạn Thần (彦臣), người ở Đường Gia Loan (唐家湾), thôn Hội Đồng. Trong những năm đầu làm việc tại hãng Đồng Thuận trong số 13 cửa hiệu (廣州十三行) ở Quảng Châu, thông thạo tiếng Anh, thông thạo các vấn đề đối ngoại. Năm 1860, ông đến Hồng Kông để kinh doanh. Đến năm 1870, John Swire đến Hồng Kông để mở rộng kinh doanh, Mạc Sĩ Dương được thuê làm người phụ trách mua hàng đầu tiên của hãng buôn nước ngoài, và do đó trở nên giàu có nhờ chức vụ. Dựa vào sự quen thuộc với phương Tây hóa, ông tiếp tục mở rộng hoạt động kinh doanh của công ty vận tải biển hãng buôn nước ngoài tại Trung Quốc, thành lập các chi nhánh hãng buôn để mở các cảng ven biển. Vào đầu thế kỷ 20, hàng hải ven biển của Trung Quốc và hàng hải nội địa của sông Dương Tử và sông Châu Giang gần như độc quyền. Khi doanh nghiệp mở rộng, Mạc Sĩ Dương trả tiền hoa hồng theo quy định của hãng buôn, đồng thời tích lũy được khối tài sản khổng lồ. Ông tiếp tục đầu tư kinh phí và tuyển dụng quan chức, phát triển kinh doanh với sự kết hợp của triều đình và thương nhân, đồng thời tỏa sáng một cách đầy vinh quang. Mất năm 1879.

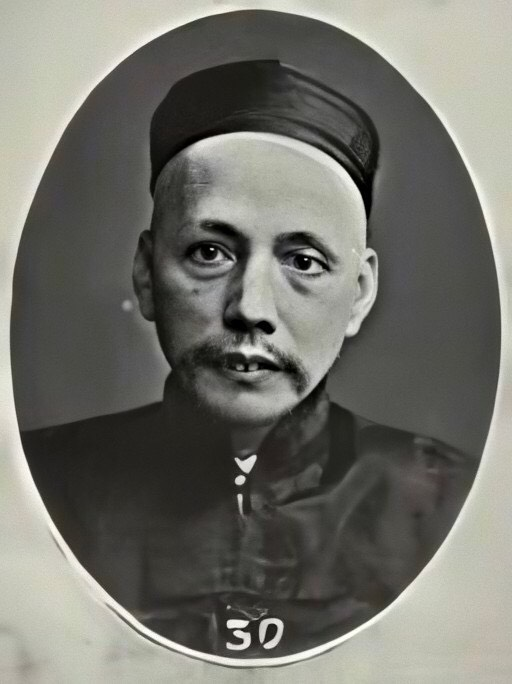
Mạc Tảo Tuyền, cha của Mạc Cán Sinh

Cha là Mạc Tảo Tuyền (莫藻泉, 1857－1917), nguyên danh là Lưu Chương (鎏章), tên tự là Quán Ốc (冠鋈), Tảo Tuyền là tên hiệu. Cha của Mạc Cán Sinh cũng làm chức vụ giống ông nội tại hãng buôn Thái Cổ, hỗ trợ hãng mở rộng kinh doanh, thâm hoạch ỷ trọng, hơn nữa còn được triều đình nhà Thanh phong cho làm chủ sự bộ Hộ, đáo gia ứng viên lang trung nội bộ cấp 4, cũng như sắc phong Tư chính Đại phu chính nhị phẩm đẳng hàm.
Sau khi Mạc Sĩ Dương qua đời, Mạc Tảo Tuyền tiếp quản vị trí mãi biện của Swire Pacific. Ông được đánh giá có khả năng cạnh tranh trong kinh doanh hơn cha mình. Năm 1880, ông mua một vùng đất hoang rộng lớn ở Hồng Kông, xây dựng các nhà máy đường gần núi và đóng các bến tàu gần biển. Nhà máy đường hoàn thành và đi vào hoạt động năm 1884. Nhà máy gần nguồn nguyên liệu, giá thành rẻ hơn loại “đường Java” thịnh hành lúc bấy giờ.
Mạc Tảo Tuyền cũng tung ra "thẻ bài theo tháng" in nhiều hoa văn tinh tế và các tấm áp phích quảng cáo để quảng bá sản phẩm của nhà máy đường. Loại thẻ bài này đã được phân phối cho hàng nghìn hộ gia đình, và mặt hàng đường của Swire nhanh chóng chiếm lĩnh thị trường nội địa, đẩy đường Java ra khỏi đại lục (thẻ tháng sau này phát triển thành lịch treo tường, ngày nay trở nên phổ biến). Taikoo Dockyard (太古船坞) cũng đã trở thành một trong những công ty thu được nhiều lợi nhuận nhất bởi các hãng buôn nước ngoài, và "Aituligas" được đóng là tàu chở hàng lớn nhất ở Hồng Kông. Cùng lúc đó, Mạc Tảo Tuyền chủ trì việc xây dựng nhà kho và cầu cảng ở Quảng Châu (sau này là "Taikoo Warehouse"), và mua khu đất của Blue Chimney Wharf ở Tiêm Sa Chủy, Hồng Kông, mang lại lợi nhuận vài tỷ nguyên cho hãng buôn.
Theo hồ sơ gia phả, Mạc Tảo Tuyền qua đời vì bệnh vào năm 1917. Ông đã cho xây dựng chùa chiền ở quê hương, tu bổ gia phả, lập kho cứu trợ người nghèo, trồng cây xanh phòng chống thiên tai, mở trường Hưng Nghĩa học biện, được kể lại cho thế hệ sau.
Mạc Cán Sinh là con cả (trong số con cái của thê thiếp) của Mạc Tảo Tuyền, em trai thứ ba là Mạc Ứng Yến (1901-1997) là đại luật sư. Ngoài ra, em út Mạc Ứng Cơ (1909-2001), từng là nhà môi giới chứng khoán "chuyên trách" của ngân hàng HSBC, và sau đó giữ chức chủ tịch của Sở giao dịch chứng khoán Hồng Kông.

### Công việc mãi biện
Người cha của Mạc Cán Sinh hiểu sâu sắc tầm quan trọng của việc học tiếng Anh vì vậy đã cho con trai theo học trường Trung tâm, sau này là trường Queen's College (皇仁書院). Sau khi học xong, Mạc Cán Sinh gia nhập Swire Pacific cùng với cha, hỗ trợ cha mở rông Swire và việc kinh doanh riêng của gia đình. Đến năm 1917, sau khi cha qua đời, Mạc Cán Sinh được các cổ đông của Swire nhất trí bầu vào vị trí mãi biện.
Được xây dựng trên nền tảng mà cha đặt ra tại Swire, sau khi nhậm chức, Mạc Cán Sinh nhận thấy ra tình hình hỗn loạn trong cuộc chiến giữa các tướng lĩnh quân phiệt Trung Quốc, bèn tận dụng lợi thế địa lý của Hồng Kông để tích cực phát triển kinh doanh của Swire trong lĩnh vực đường, vận chuyển, bảo hiểm, sửa chữa tàu và xuất nhập khẩu. Tổng tài sản của Swire Pacific đã tăng vọt trong những năm 1920 và trở thành một trong những hãng buôn nước ngoài mạnh nhất do Anh tài trợ tại Hồng Kông vào thời điểm đó. Mặt khác, khi Mạc Cán Sinh nhậm chức mãi biện, người nhà họ Mạc đã ở làm tại hãng buôn gần 50 năm. Nhiều thành viên trong gia đình và người thân và bạn bè giữ các vị trí quan trọng ở Swire. Ngay cả chi nhánh Swire ở Thượng Hải, Phúc Châu, Thanh Đảo, Quảng Châu và Hải Khẩu cũng đều do người nhà họ Mạc đảm nhiệm, Vào thời điểm đó, thậm chí còn có một câu nói trong hãng buôn rằng "Chỉ biết có Mạc, không biết có người Anh" phản ánh ảnh hưởng của Mặc gia đối với hoạt động kinh doanh của Swire.
Năm 1928, Mạc Cán Sinh sắp xếp lại người em thứ ba Mặc Ứng Yến, trở về Hồng Kông từ Anh để gia nhập Swire Pacific, làm vị trí mãi biện thứ 2 và luật sư, để tiếp tục hỗ trợ trong việc quản lý kinh doanh đường.
Trên thực tế, bằng cách thao túng mặt hàng đường tại Swire, Mạc Cán Sinh đã có thể mua một lượng lớn đường của Swire dưới tên riêng của mình khi giá thấp, và sau đó bán với giá cao sau khi nhu cầu về đường ở các nước sau Thế chiến thứ nhất gia tăng cùng với việc nới lỏng các hạn chế đối với thương mại đường ở các nước châu Âu. Chiến lược "mua một bán một" đã mang lại cho ông khoản lợi nhuận khổng lồ lên tới 6 triệu đến 7 triệu đô la Hồng Kông. Tuy nhiên, gia tộc Hoài Nhã là đại cổ đông của Swire cũng biết rằng Mạc Cán Sinh đã lợi dụng mảng kinh doanh đường của Swire để kiếm lợi từ nó và tin rằng nó sẽ làm tổn hại đến lợi ích của hãng buôn nước ngoài, ông đã mở một cuộc điều tra bí mật về việc này và hy vọng tận dụng cơ hội để thay đổi lực lượng do nhà họ Mạc gây dựng tại Swire.
Năm 1929, người quản lý của Swire Hồng Kông là N.S. Brown đã thực hiện công việc kiểm toán chuyên sâu và kết luận rằng Mạc Cán Sinh đã mua bao tải đường hạt với giá cao hơn giá thị trường từ năm 1920 đến 1925, gây thiệt hại 800.000 đô la Hồng Kông, yêu cầu bồi thường từ phía Mạc. Sau nhiều lần đàm phán, cuối cùng Mạc Cán Sinh đã đồng ý bồi thường 250.000 đô la Hồng Kông để sự việc lắng xuống.
Tuy nhiên, đại cổ đông của Swire không dừng lại ở đó. Một mặt, họ tin rằng Swire đã thiết lập một nền tảng vững chắc ở Viễn Đông, không cần phải phụ thuộc quá nhiều vào comprador để điều hành kinh doanh; Mặt khác, họ cũng hy vọng sẽ loại trừ Mạc Cán Sinh hơn nữa, bỏ các mối quan hệ và lực lượng được thiết lập bởi Mạc gia trong hãng buôn.
Trong bối cảnh đó, Swire Pacific lần đầu tiên giảm mức hoa hồng của mãi biện từ 5% xuống còn 2%. Sau đó, đã giảm xuống 0,25%, điều này khiến thu nhập của comprador tồi tệ hơn nhiều so với trước đây, buộc Mạc Cán Sinh phải từ chức vào năm 1931. Thái Cổ Dương Hàng sau đó bãi bỏ hệ thống comprador và thay đổi vị trí quản lý Trung Quốc, Mạc Cán Sinh trở thành comprador cuối cùng của Swire， Cho đến lúc này, ba thế hệ đã phục vụ như những người đồng hành Swire trong tổng số 61 năm lịch sử.
Mặc dù chọn rời khỏi Swire Pacific, Mạc Cán Sinh vẫn kiếm được khoảng 10 triệu đô la Hồng Kông từ hãng buôn nước ngoài trong những năm làm việc với nhiều bất động sản ở đường Robinson, Conduit và Caine tại khu Mid-level của Hồng Kông. Sau khi ông rời đi, Mạc Ứng yến vẫn ở Swire để quản lý ngành công nghiệp đường cho đến năm 1935, Ngoài ra, con trai thứ ba Mạc Khang Vinh cũng có một thời gian ngắn làm phó giám đốc người Hoa ở hãng buôn, mỗi người rời đi đánh dấu sự tách rời dần dần của gia đình họ Mạc lên xuống từ mối quan hệ lâu dài với Swire Pacific.

## Đời sống cá nhân

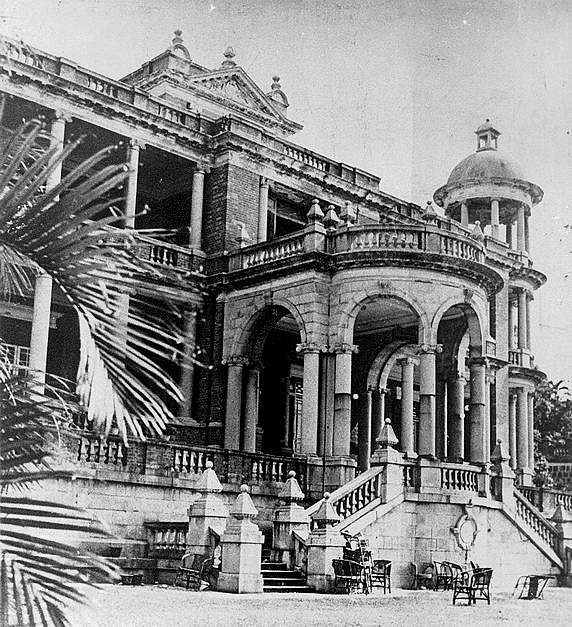
Biệt thự gia đình tọa lạc tại số 41 A đường Conduit, Hồng Kông.

Mạc Cán Sinh có vợ cả họ Hoàng và vợ lẽ họ Trương. Bà Trương Thụy Đồng từng mở trường Thư thục Nữ sinh Ước Trí tại đường Arbuthnot vào năm 1900 và trở thành hiệu trưởng. Trường đã đóng cửa vào năm 1925.
Các con của ông là:
- Mạc Khanh Sâm
- Mạc Khanh Tùng (1899－1982)
- Mạc Khanh Nghiêu (1923－2010)
- Mạc Khanh Vinh (1910－1994)
- Mạc Khanh Quân
- Mạc Yến Thường
- Mạc Yến Nga
- Mạc Yến Đồng
- Mạc Yến Thanh
- Mạc Yến Hòa.

Con trai đầu là Mạc Khanh Sâm mất sớm; con trai thứ là Mạc Khanh Nghiêu là một bác sĩ nổi tiếng ở Hồng Kông, năm 2009 được Đại học Hồng Kông trao học hàm viện sĩ danh dự； Mạc Khanh Vinh giữ chức Cảnh ti tại Lực lượng cảnh sát phụ trợ Hồng Kông, được trao huân chương Colonial Police Medal for Meritorious Service (CPM) năm 1959. Chắt ngoại được trao huân chương OBE
Mạc Cán Sinh xuất từ gia tộc mãi biện tích lũy rất nhiều của cải trong suốt cuộc đời. Vào những năm 1920, một biệt thự theo phong cách phương Tây quy mô lớn đã được xây dựng tại 41A Conduit Road, khu dân cư thượng lưu Mid-level. Dinh thự đầy những tác phẩm kinh điển của phương Tây, rất phong cách, tọa lạc bao quanh bán sơn và toàn cảnh cảng Victoria, khá hiếm hoi.
Chi phí xây dựng biệt thự của gia đình rất đắt đỏ, theo tài liệu quản lý đất đai của Hồng Kông năm 1928. Một con đường riêng rộng 15 feet đã tiêu tốn 9.000 đô la Hồng Kông. Đây cũng là ngôi nhà lớn độc lập đầu tiên ở Hồng Kông có thang máy.
Người ta nói rằng biệt thự của nhà họ quá xa xỉ. Kết quả thu hút sự chú ý của gia đình John Swire, cổ đông lớn của Swire Pacific. Cuối cùng, khiến John Swire quyết định cải tổ bộ máy của Swire.
Trong những năm cuối đời, gia đình ông không còn sống trong biệt thự A, 41 đường Conduit. Biệt thự được sử dụng làm nơi tổ chức Hội nghị Báo chí nước ngoài Hồng Kông năm 1951.
Vào những năm 1950, bộ phim Hollywood có tên "Life and Death" do William Holden và Jennifer Jones đóng vai chính cũng được quay trong biệt thự. Biệt thự của gia đình sau đó lọt vào tay công ty bất động sản Wheelock and Company Limited của Anh. Cuối cùng, nó đã bị phá dỡ và chuyển đổi thành một vườn hoa tư nhân quy mô lớn vào cuối những năm 1960.
Mặc dù Mạc Cán Sinh tiếp thu nền giáo dục phương Tây từ nhỏ tại "trường trung tâm" (中央書院), nay là Queen's College (皇仁書院), Hồng Kông, và làm việc tại hãng buôn nước ngoài trong nhiều năm, ông vẫn giữ phong cách truyền thống. Con cháu kể lại rằng Mạc Cán Sinh sẽ mặc com lê khi đi làm. Nhưng sau giờ làm việc, ông sẽ đổi sang áo vải cổ tròn truyền thống, còn gọi là Đường trang tân thời (唐装). Sau khi nghỉ hưu, ông không hề mặc lại com lê.
Ông có sở thích sưu tập đồ thủ công Trung Quốc gồm đồ sứ, như bộ sưu tập có tên Hoa Từ Các. Hậu duệ của gia đình ông trưng bày các bộ sưu tập thuộc sở hữu của các thành viên gia đình, trong đó có cả bộ sưu tập của ông tại Đại học Hồng Kông Trung Quốc năm 2008.
Bộ sưu tập của Mạc Cán Sinh được trưng bày bao gồm nhiều đồ sứ từ ba triều đại Nguyên, Minh, Thanh. Ngoài ra, còn có "Sách khai lục thủy sơn phỏng theo Vương Huy" (仿王翬山水六開冊) được xuất bản bởi nhà thư pháp và họa sĩ Lý Nghiễn Sơn vào năm 1938. Năm 1924, ông đã ủy thác cho họa sĩ phong cảnh Hoàng Thấn Hồng vẽ bức bình phong Lục Thủy Sơn trên màn gỗ đàn hương đỏ. Trên bức bình phong có khắc câu đối Hành thư của nhà thư pháp Diệp Cung Xước (葉恭綽), và mỗi vật được ước tính có giá trị không thể mua được chỉ bằng tiền.